# Vaskasjöarna (sydöstra)
Vaskasjöarna (sydöstra) är en sjö i Södertälje kommun i Södermanland och ingår i Tyresån-Trosaåns kustområde. Sjön är 2 meter djup, har en yta på 0,03 kvadratkilometer och befinner sig 30 meter över havet.